# عصب بینایی

قسمت‌های مختلف کره چشم انسان: ۱. زجاجیه ۲. حاشیه دندانه‌دار ۳. ماهیچه مژکی ۴. گردالک‌های مژگانی ۵. مجرای اشک ۶. مردمک ۷. اتاق جلویی ۸. قرنیه ۹. عنبیه ۱۰. عدسی بیرونی ۱۱. عدسی درونی ۱۲. زوائد مژگانی ۱۳. ملتحمه ۱۴. ماهیچه مایل زیرین ۱۵. ماهیچه راست زیرین ۱۶. ماهیچه راست میانی ۱۷. شبکیه ۱۸. صفحه بینایی ۱۹. سخت‌شامه ۲۰. سرخرگ مرکزی شبکیه ۲۱. سیاهرگ مرکزی شبکیه ۲۲. عصب بینایی ۲۳. سیاهرگ حلقوی ۲۴. غلاف پیازی ۲۵. لکه زرد ۲۶. گودی مرکزی ۲۷. صلبیه ۲۸. مشیمیه ۲۹. ماهیچه راست بالایی ۳۰. شبکیه

عصب بینایی (به انگلیسی: Optic nerve) دومین زوج از اعصاب مغزی است. از دیدگاه بافت شناسی، لایه هشتم شبکیه معادل لایه سلول‌های گانگلیون است. لایه سلول‌های گانگلیونی، حاوی جسم سلولی سلول‌های گانگلیونی است.آکسون این سلول‌ها که در لایه نهم شبکیه قرار دارند، عصب بینایی یا عصب اپتیک را می‌سارند.

## مسیر بینایی
سلول‌های استوانه و مخروط شبکیه از راه عصب‌های دوقطبی به سلول‌های گانگلیونی رسیده و پس از آن عصب بینایی شکل گرفته، وارد فضای کرانیکال شده و در تماس با سلا تورسیکا به طرف نواحی فوقانی مغز یا قسمت‌های پایین تر مغز است. یک عصب بینایی حاوی حدود یک میلیون آکسون است. فیبرهای نیمه بینی از هر دو شبکیه، در ناحیه کیاسمای بینایی(Optic chiasma) تقاطع می‌کنند و به طرف مقابل می‌روند و به فیبرهای نیمه گیجگاهی(تمپورال) همان طرف می‌پیوندند و بدین ترتیب، راه بینایی(Optic tract) را در هر طرف ایجاد می‌کنند. نسبت رشته‌های متقاطع به غیرمتقاطع، ۵۳ به ۴۷ بوده و تعداد سلول‌های گانگلیونی نیمه بینی(نازال) شبکیه بیشتر است.
اکثر فیبرهای راه بینایی(حدود ۹۰%) جهت انتقال پیام‌ها به قشر بینایی، ابتدا وارد هسته زانویی خارجی تالاموس می‌گردند. بقیه فیبرها به بخش‌های پایین تر مغز وارد می‌شوند.

## قشر بینایی
دو ناحیه قشری بینایی وجود دارد که عبارتنداز:
- قشر بینایی اولیه. این قسمت معادل ناحیه ۱۷ برودمن است که در لوب پس سری(Occipital lobe) مغز قرار دارد. قشر بینایی اولیه، قشر کالکارین[۶] نیز نامیده می‌شود. توانایی دستگاه بینایی برای کشف و تشخیص سازمان فضایی منظره بینایی یعنی کشف شکل اشیاء، درخشندگی قسمت‌ها ی انفرادی آنها، سایه روشن و غیره بستگی به عمل قشر بینایی اولیه دارد[۷]. برداشتن این ناحیه باعث ازبین رفتن دید خودآگاه در فرد می‌شود.
- قشر بینایی ارتباطی(ثانویه). این قسمت مغز معادل نواحی ۱۸ و ۱۹ برودمن بوده که در تشخیص اشیاء و رنگ نقش دارند. انهدام نواحی ۱۸ و ۱۹ برودمن، به طورعموم درک شکل اشیاء، اندازه اشیاء و مفهوم آنها را مشکل می‌سازد[۸].

## آسیب عصب بینایی
عمده‌ترین آسیب عصب بینایی، نئوریت بینایی یا التهاب در عصب بینایی است و در ۹۰٪ بیماران پس از حدود ۶ هفته بهبود یافته و به‌ندرت مزمن می‌شود.

## نگارخانه

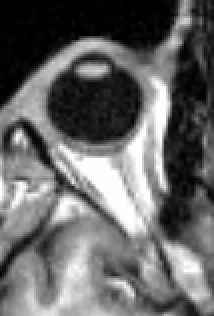
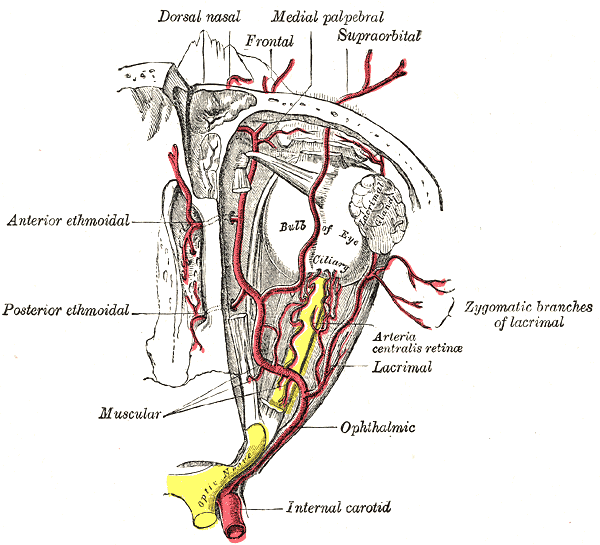
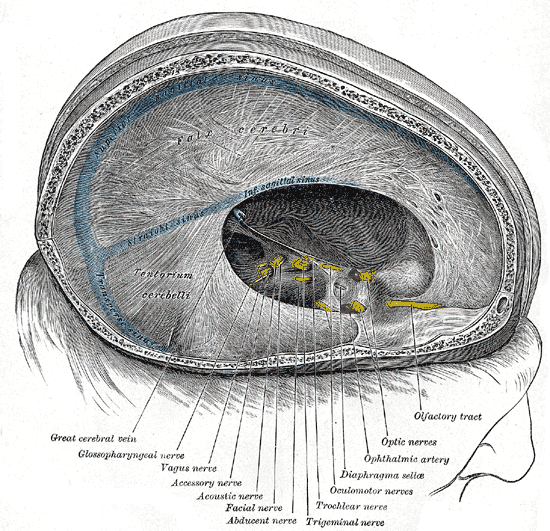
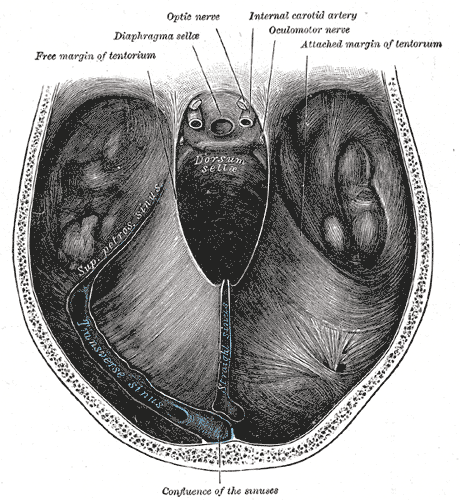
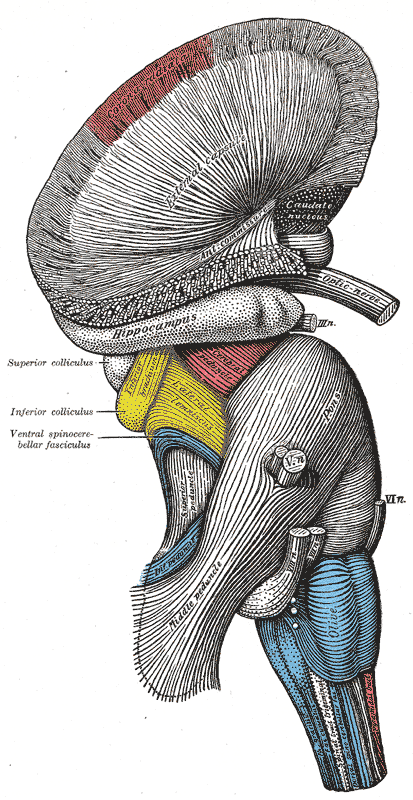
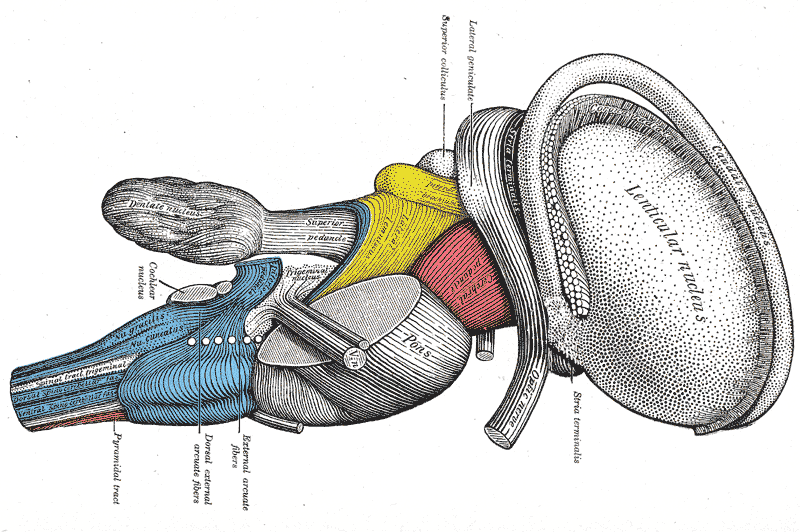
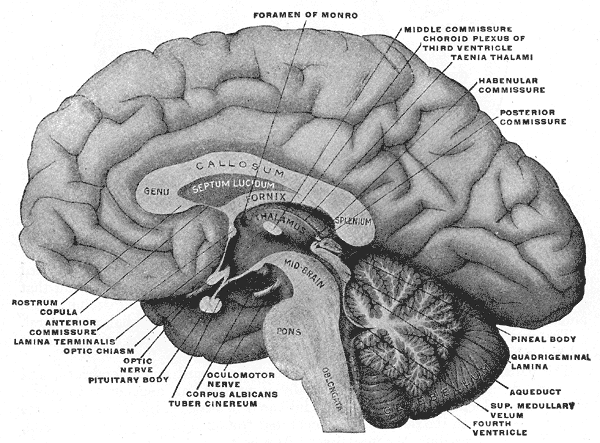
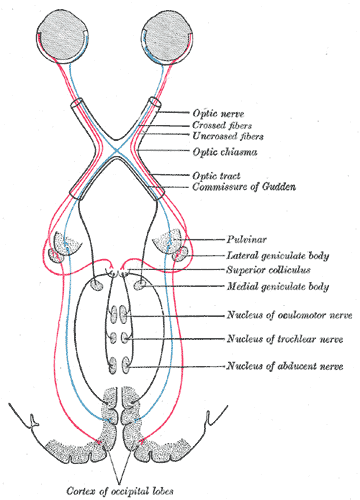
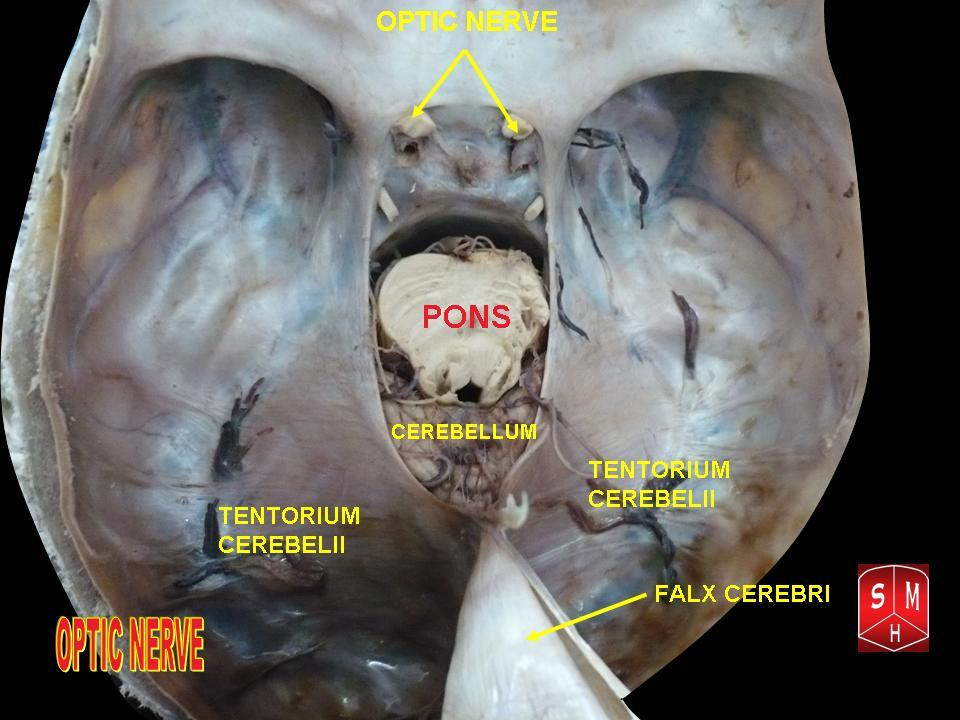
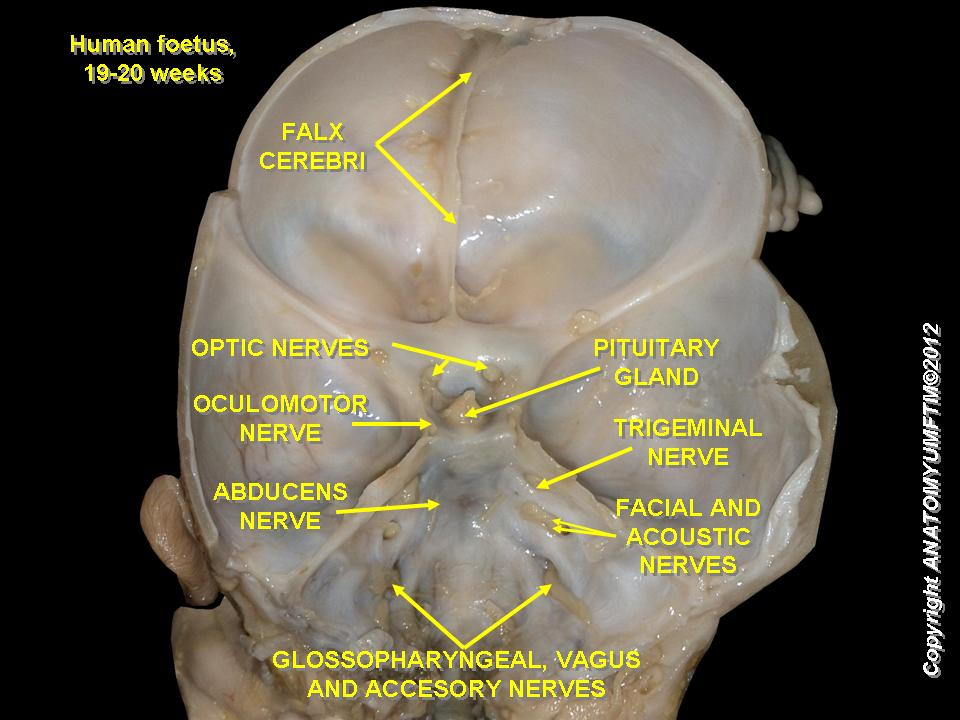
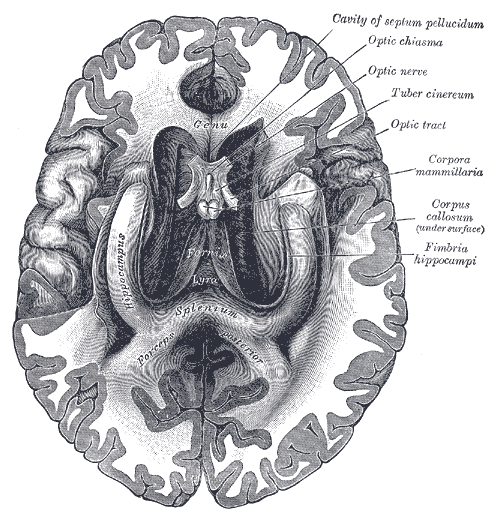
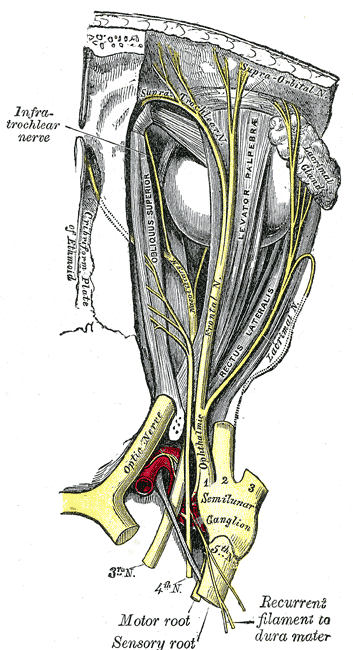
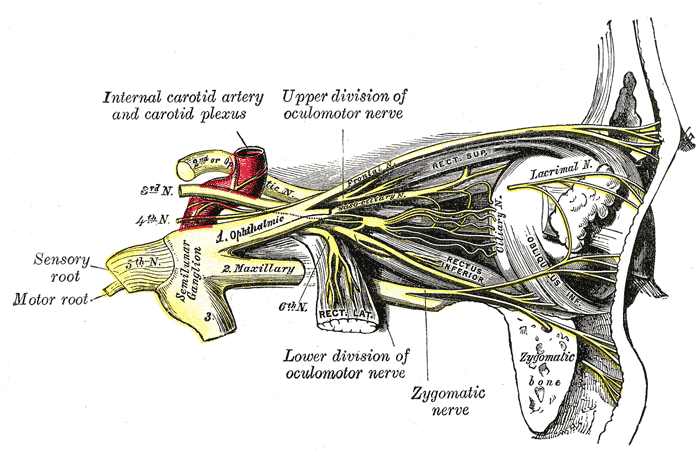
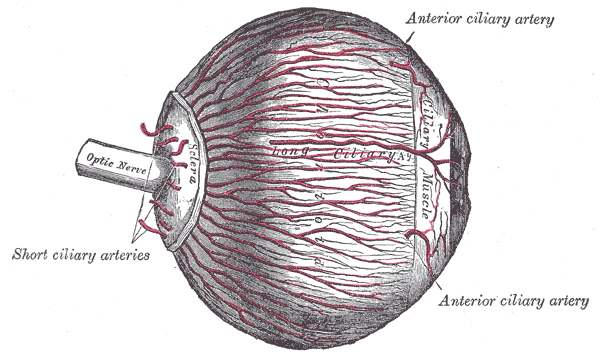
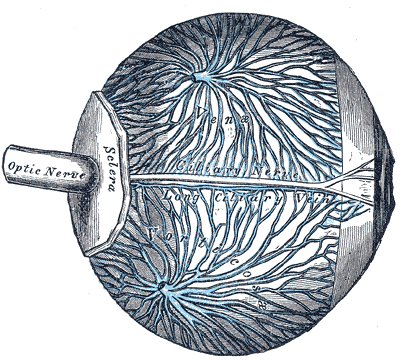
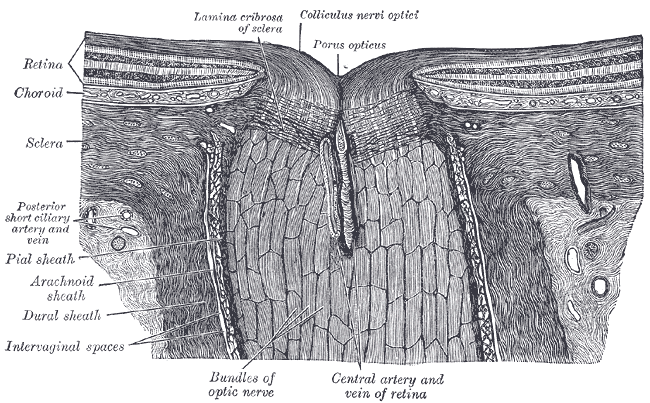
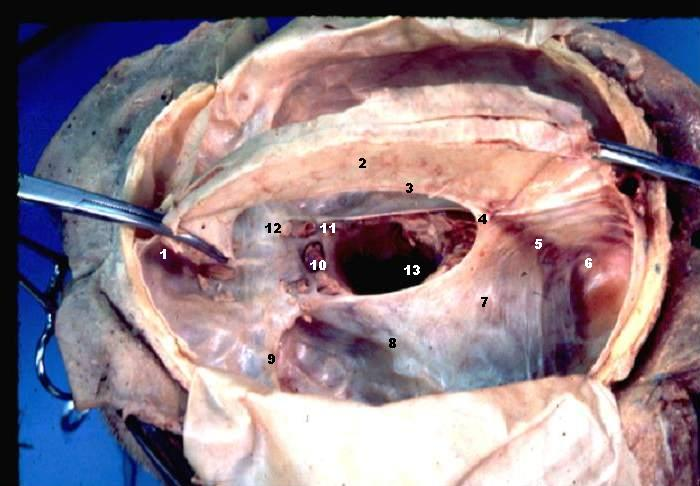
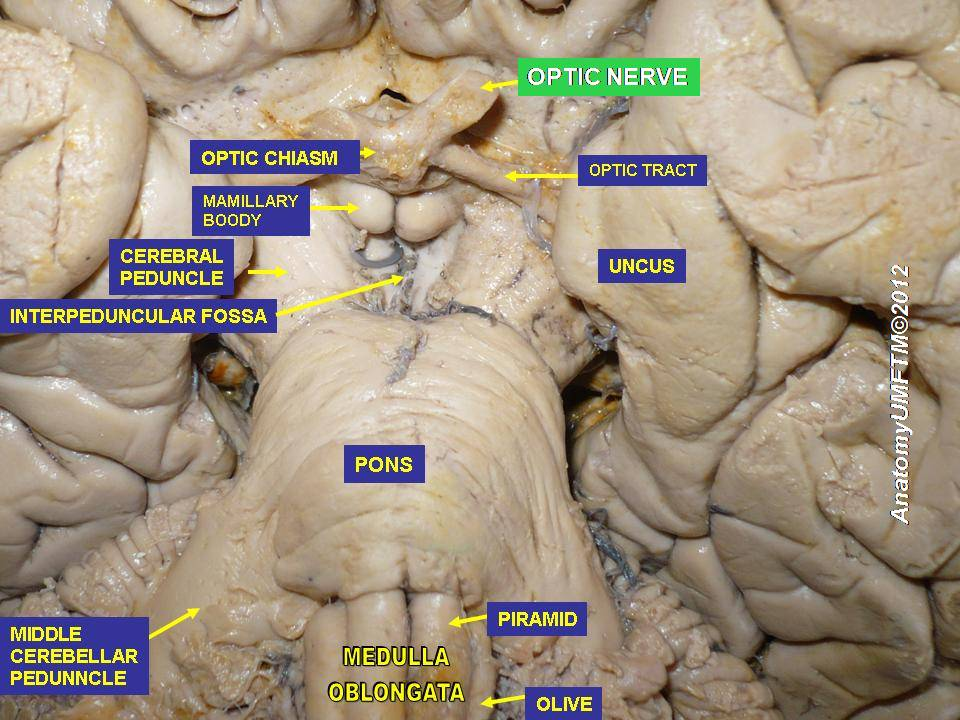
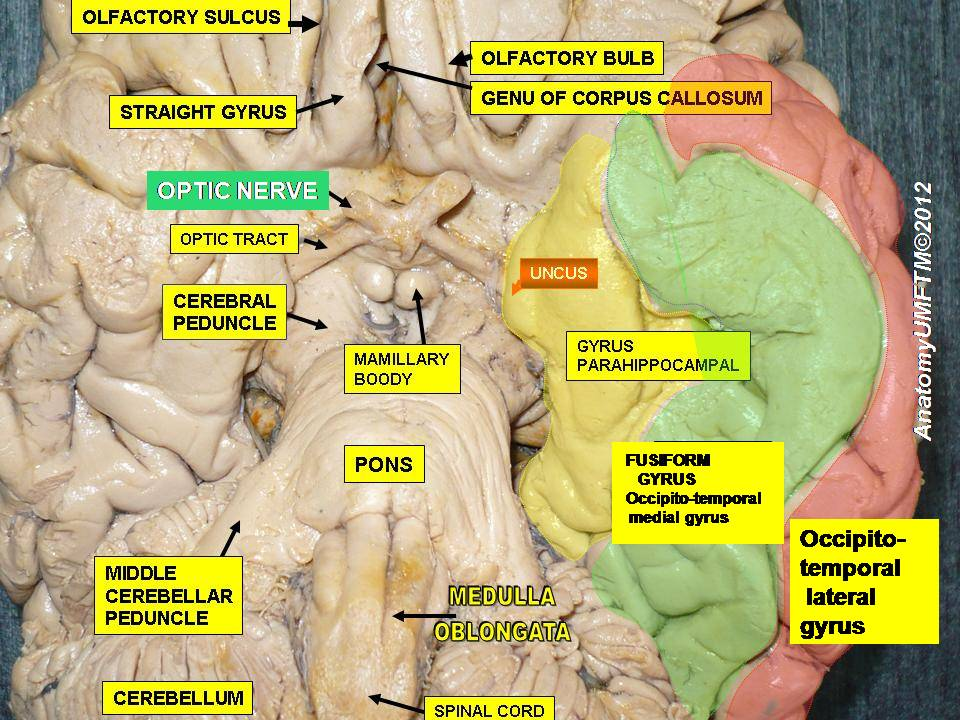
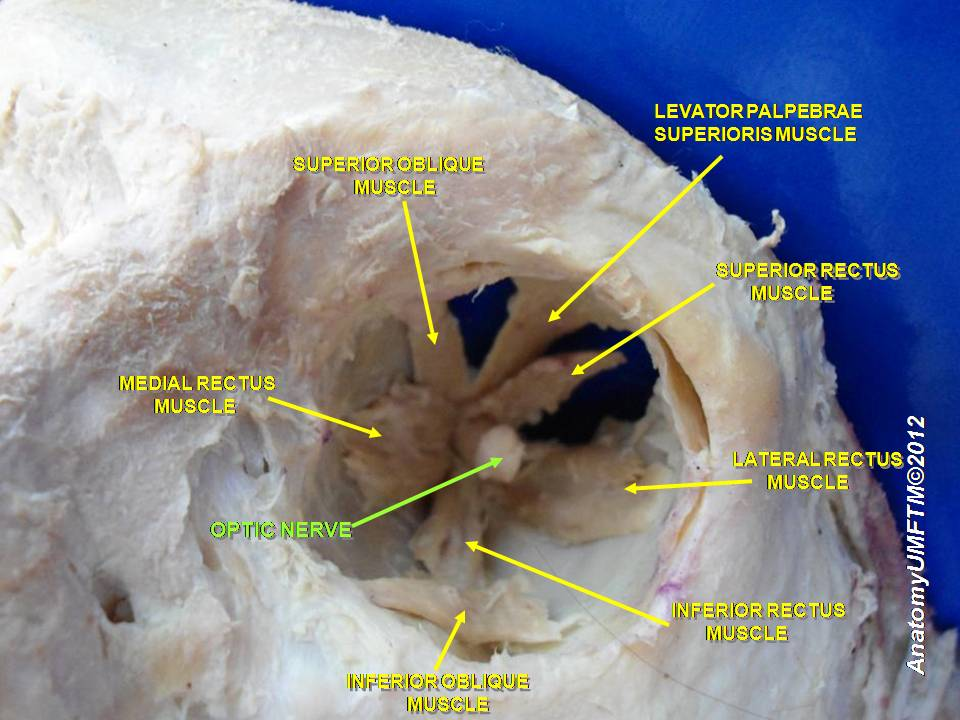
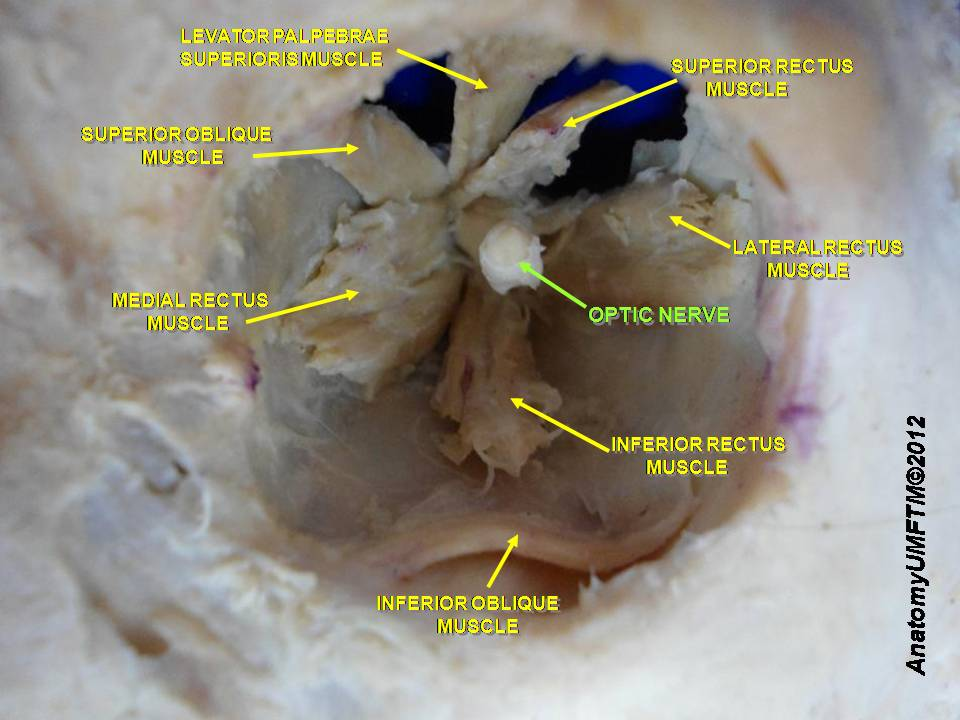
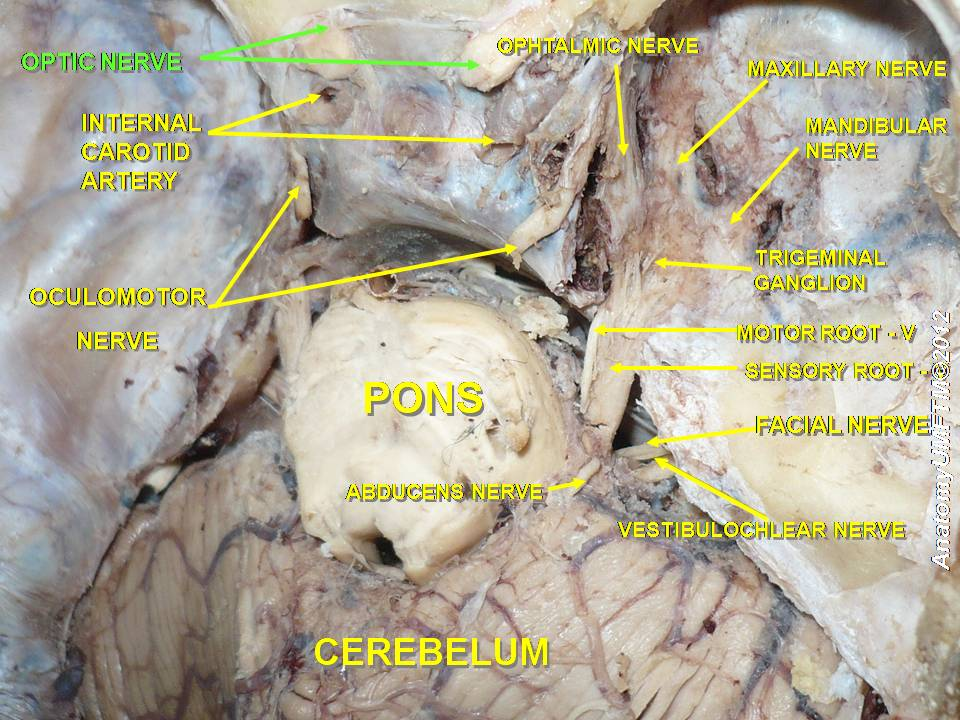